# 力率
力率（りきりつ、Power factor）は、交流電力の効率に関して定義された値であり、皮相電力に対する有効電力の割合である。料金計算などの電力の管理では、パーセントで表される。

## 概要
力率は0から1の値をとり、抵抗負荷では全て有効電力のため1（= 100 %）、電力を消費しない誘導負荷および容量負荷では全て無効電力のため0となる。
正弦波交流において、RLCからなる線形負荷では、インピーダンスに応じて電圧と電流がずれ、その位相差の余弦となる。
正弦波電圧源に対し、電流が正弦波でなくなる非線形負荷では、力率は1未満となる。

## 電力との関係
計算の簡易化のため、総合インピーダンスをZ、電気抵抗成分をR、リアクタンス成分をX、総合アドミタンスをY、電気伝導成分をG、サセプタンス成分をB、加える電圧の実効値をVe、流れる電流の実効値をIe、電流と電圧の位相差をθとする。また、皮相電力をS、有効電力をP、無効電力をQとする。
有効電力の皮相電力に対する割合で表すと
{\displaystyle {\frac {P}{S}}={\frac {P}{\sqrt {P^{2}+Q^{2}}}}={\frac {R}{\sqrt {R^{2}+X^{2}}}}={\frac {G}{\sqrt {G^{2}+B^{2}}}}}
また、位相角を利用して表すと
{\displaystyle \theta =\tan ^{-1}{\frac {Q}{P}}=\tan ^{-1}{\frac {{V_{e}}^{2}X}{{V_{e}}^{2}R}}=\tan ^{-1}{\frac {X}{R}}=\tan ^{-1}{\frac {{I_{e}}^{2}B}{{I_{e}}^{2}G}}=\tan ^{-1}{\frac {B}{G}}}
このときのcosθ=P/Sである。
| 回路        | 力率                                                                                         |
| ----------- | -------------------------------------------------------------------------------------------- |
| RL直列回路  | {\displaystyle {\frac {R}{\sqrt {R^{2}+(\omega L)^{2}}}}}                                    |
| RC直列回路  | {\displaystyle -{\cfrac {R}{\sqrt {R^{2}+\left({\cfrac {1}{\omega C}}\right)^{2}}}}}         |
| RLC直列回路 | {\displaystyle {\cfrac {R}{\sqrt {R^{2}+\left(\omega L-{\cfrac {1}{\omega C}}\right)^{2}}}}} |

## 力率の管理

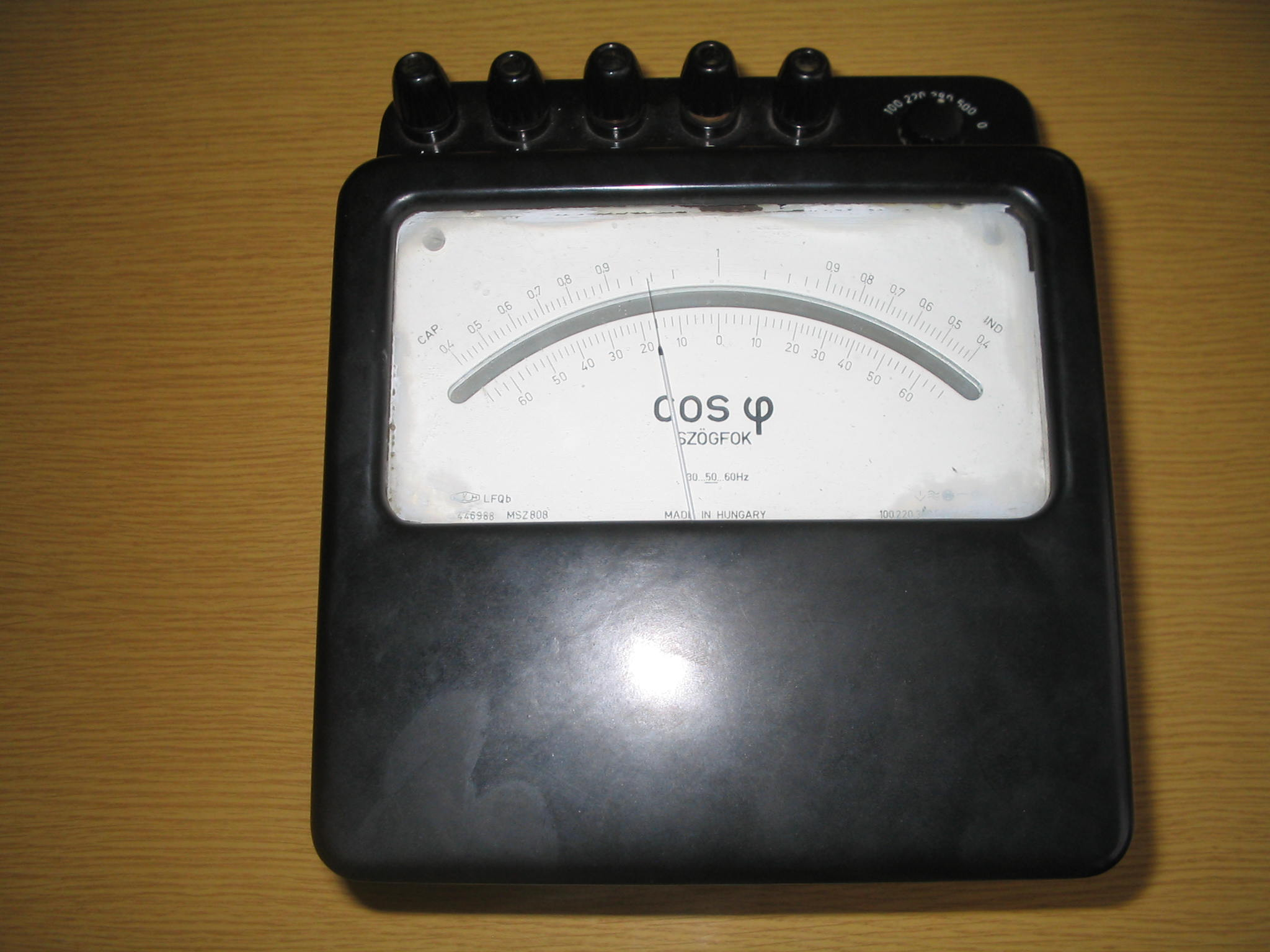
力率計。cosφで表示され、センター位置が1(無効電力0)を示す

インピーダンスのリアクタンス成分によって、交流電圧と交流電流の位相に差が生じ、負荷回路で消費される電力よりも多くの電力の配電が必要となる。そのため、電気工作物の必要容量の増大や損失の増加、電圧の低下・上昇による障害などが起こる。それを軽減するためコンデンサやリアクトルなどを回路に接続し、力率の管理をおこなう。
エネルギーとして電力を必要とする装置は、容量性負荷のものより誘導性負荷のもの（インダクタンス成分）が多く、誘導性負荷の力率改善のためのにコンデンサを用いることが多い。この用途で用いるコンデンサのことを進相コンデンサと言う。
誘導性負荷では電圧に対して電流の位相が遅れるため、この位相を合わせる方向に調整することで力率が向上する。具体的な誘導性負荷の装置としては、モーターが代表的なものであり、照明用の蛍光灯（の安定器）も誘導性を示す。交流電源を使用する家庭電化製品では、純粋な抵抗負荷（力率1）である白熱電球・電気ストーブ・トースター等の例外を除いて
変圧器（あるいはスイッチング電源）やモーターを内蔵しているため、ほとんどが誘導性負荷である。
高圧受電の場合、低圧回路に力率改善回路を分散設置すると高価になるが、高圧受電設備の容量が低減でき高調波障害の局在化につながる。また、高圧回路に接続すると受電設備の容量は大きくなるが安価である。
日本では、一定以上の受電設備容量の需要家は、力率が高ければ電気料金の割引、低ければ割増となる制度がある。
2020年代の日本では、複数の地域で進み無効電力の増加による系統電圧の上昇が問題となり、力率改善用コンデンサの過剰設置を行わないよう一般送配電事業者が求めている。
力率は有効電力と無効電力から計算により求めることも可能であるが、力率計という測定器もある。